# Gobiesox canidens
Gobiesox canidens är en fiskart som först beskrevs av Briggs, 1951.  Gobiesox canidens ingår i släktet Gobiesox och familjen dubbelsugarfiskar. IUCN kategoriserar arten globalt som sårbar. Inga underarter finns listade i Catalogue of Life.